# David Goreš
David „Dudu“ Goreš (hebrejsky דוד 'דודו' גורש; narozen 1. února 1980, Akko, Izrael) je izraelský fotbalový brankář a reprezentant, od roku 2015 hráč klubu Hapoel Be'er Sheva.

## Klubová kariéra
- Maccabi Petah Tikva 2000–2001
- Hapoel Akko 2001–2015
- Hapoel Be'er Sheva 2015–[2]

## Reprezentační kariéra
Goreš reprezentoval Izrael v mládežnické kategorii U21.
V A-mužstvu Izraele debutoval ve svých 36 letech 31. května 2016 v přátelském zápase ve městě Novi Sad proti reprezentaci Srbska (prohra 1:3).